# Młodzieżowe Drużynowe Mistrzostwa Polski na Żużlu 2007
Młodzieżowe Drużynowe Mistrzostwa Polski 2007 na żużlu – coroczne rozgrywki żużlowe mające wyłonić najlepszą drużynę (do lat 21) w Polsce.
Drużyny składają się z czterech zawodników plus jednego rezerwowego.
Do rozgrywek zgłosiło się 14 drużyn, podzielonych na trzy grupy (dwie pięcio-zespołowe i jedna cztero-zespołowa).

## Uczestnicy
Uczestnicy MDMP 2007:

 gr. I — 
 gr. II — 
 gr. III

## Eliminacje

### Grupa I
| Miejsce | Drużyna                   | Duże | Małe | 24 V   | 12 VI  | 18 VII | 9 VIII | 13 IX |
| ------- | ------------------------- | ---- | ---- | ------ | ------ | ------ | ------ | ----- |
| 1       | Stal Gorzów               | 9    | 105  | 29 (3) | 36 (3) | 40 (3) |        | -     |
| 2       | Unibax Toruń              | 3    | 61   | 28 (2) | 12 (0) | 21 (1) | -      |       |
| 3       | ZKŻ Kronopol Zielona Góra | 3    | 43   | -      | 16 (1) | 27 (2) |        |       |
| 4       | Polonia Bydgoszcz         | 3    | 23   | 23 (1) | 31 (2) | -      |        |       |
| 5       | Lotos Gdańsk              | 0    | 20   | 14 (0) | -      | 6 (0)  |        |       |

| - 24 maja 2007 - Gdańsk - Sędzia: Sławomir Jędraś (Szczytno) - wyniki 1. Stal Gorzów - 29 2. Unibax Toruń - 28 3. Polonia Bydgoszcz - 23 4. GKŻ Lotos Gdańsk - 14 | - 12 czerwca 2007 - Bydgoszcz - NCD: 63,05 sek, w biegu VII Krzysztof Buczkowski - Sędzia: Piotr Nowak (Toruń) - Widzów: 150 - wyniki 1. Stal Gorzów - 36 2. Polonia Bydgoszcz - 31 3. ZKŻ Kronopol Zielona Góra - 16 4. Unibax Toruń - 12 | - 18 lipca 2007 - Toruń - Sędzia: ? - wyniki 1. Stal Gorzów - 40 2. ZKŻ Kronopol Zielona Góra - 27 3. Unibax Toruń - 21 4. GKŻ Lotos Gdańsk - 6 |
| - 9 sierpnia 2007 - Gorzów Wielkopolski | - 13 września 2007 - Zielona Góra | |

### Grupa II
| Miejsce | Drużyna                     | Duże | Małe | 24 V   | 12 VI  | 18 VII | 9 VIII | 13 IX |
| ------- | --------------------------- | ---- | ---- | ------ | ------ | ------ | ------ | ----- |
| 1       | Marma Polskie Folie Rzeszów | 7    | 101  | 33 (2) | 30 (2) | 38 (3) | -      |       |
| 2       | RKM Rybnik                  | 6    | 76   | 41 (3) | 35 (3) | -      |        |       |
| 3       | Unia Tarnów                 | 3    | 56   | -      | 24 (1) | 32 (2) |        |       |
| 4       | TŻ Sipma Lublin             | 2    | 33   | 10 (1) | 6 (0)  | 17 (1) |        | -     |
| 5       | KSM Krosno                  | 0    | 9    | 6 (0)  | -      | 3 (0)  |        |       |

| - 24 maja 2007 - Krosno - Sędzia: Michał Stec (Krosno) - wyniki 1. RKM Rybnik - 41 2. Marma Polskie Folie Rzeszów - 33 3. TŻ Sipma Lublin - 10 4. KSM Krosno - 6 | - 12 czerwca 2007 - Rybnik - NCD: 67,10 s – Andrzej Głuchy w biegu X - Sędziował: Piotr Lis - Widzów: ok. 350 - wyniki 1. RKM Rybnik - 35 2. Marma Polskie Folie Rzeszów - 30 3. Unia Tarnów - 24 4. TŻ Sipma Lublin - 6 | - 18 lipca 2007 - Rzeszów - Sędzia: Michał Stec (Krosno) - NCD: 69,03 - Kamil Zieliński w 3 biegu - Widzów: 250 - wyniki 1. Marma Polskie Folie Rzeszów - 38 2. Unia Tarnów - 32 3. TŻ Sipma Lublin - 17 4. KSM Krosno - 3 |
| - 9 sierpnia 2007 - Lublin | - 13 września 2007 - Tarnów | |

### Grupa III
| Miejsce | Drużyna                       | Duże | Małe | 24 V   | 12 VI  | 9 VIII | 13 IX |
| ------- | ----------------------------- | ---- | ---- | ------ | ------ | ------ | ----- |
| 1       | Złomrex Włókniarz Częstochowa | 5    | 52   | 27 (3) | 25 (2) |        |       |
| 2       | Unia Leszno                   | 4    | 54   | 25 (1) | 29 (3) |        |       |
| 3       | PSŻ Milion Team Poznań        | 3    | 49   | 26 (2) | 23 (1) |        |       |
| 4       | Intar Lazur Ostrów Wlkp.      | 0    | 32   | 16 (0) | 18 (0) |        |       |

| - 24 maja 2007 - Częstochowa - Sędzia: Jerzy Najwer + Grzegorz Klimek (stażysta) - NCD: 67,02 - w biegu VI uzyskał Robert Kasprzak - Widzów: ok. 200 - wyniki 1. Złomrex Włókniarz Częstochowa - 27 2. PSŻ Milion-team Poznań - 26 3. Unia Leszno - 25 4. KM Intar Lazur Ostrów - 16 | - 12 czerwca 2007 - Leszno - Sędzia: Krzysztof Woźniak (Wrocław) - NCD: 63,3 - Jurga w I biegu oraz Szczepaniak w II biegu - wyniki 1. Unia Leszno - 29 2. Złomrex Włókniarz Częstochowa - 25 3. PSŻ Milion Team Poznań - 23 4. Intar Lazur Ostrów - 18 | - 9 sierpnia 2007 Poznań |
| - 13 września 2007 (przełożone z 18 lipca 2007 - Ostrów Wielkopolski | |                          |

## Finał
- Rybnik, 4 października 2007
- Sędzia: Artur Kuśmierz

| Msc |                                                                                    | Drużyna / Zawodnik                                        | Biegi                       | Punkty |
| --- | ---------------------------------------------------------------------------------- | --------------------------------------------------------- | --------------------------- | ------ |
| 1   |                                                                                    | RKM Rybnik                                                | RKM Rybnik                  | 45     |
| 1   | Wojciech Druchniak Bartosz Szymura Patryk Pawlaszczyk Rafał Fleger Michał Mitko    | (3,3,3,2,1) (–,2,2,3,3) (3,2,1,3,1) (0,–,–,1,–) (3,3,3,3) | 12 10 1 12                  |        |
| 2   |                                                                                    | Stal Gorzów Wielkopolski                                  | Stal Gorzów Wielkopolski    | 34     |
| 2   | Paweł Hlib Kamil Brzozowski Adrian Szewczykowski Sławomir Dąbrowski Paweł Zmarzlik | (1,1,3,3,2) (2,2,1,2,2) (1,3,2,2,2) (0,1,–,1,2) (1)       | 10 9 10 4 1                 |        |
| 3   |                                                                                    | Marma Polskie Folie Rzeszów                               | Marma Polskie Folie Rzeszów | 33     |
| 3   | Mateusz Szostek Marcin Leś Dawid Lampart Grzegorz Szyszka –                        | (1,1,2,0,1) (2,2,3,0,3) (1,3,2,3,3) (2,0,1,2,1) –         | 5 10 12 6 –                 |        |
| 4   |                                                                                    | Unia Leszno                                               | Unia Leszno                 | 4      |
| 4   | Paweł Ratajszczak Mateusz Jurga Robert Kasprzak –                                  | (0,0,0,1,0) (d d –,–,–) (3,0,d 0,d) –                     | 1 0 3 – –                   |        |